# Michaelina Wautier
Michaelina Wautier, também Woutiers (Mons, 1604- Bruxelas, 1689), foi uma pintora dos Países Baixos Meridionais . Somente a partir da virada do século 21 é que seu trabalho é reconhecido como o de uma destacada artista barroca feminina, sendo suas obras anteriormente atribuídas a artistas homens, especialmente a seu irmão Charles.
Wautier se destacou pela variedade de assuntos e gêneros nos quais trabalhou. Isso era incomum para as artistas mulheres da época, que costumavam ficar restritas a pinturas menores, geralmente retratos ou naturezas mortas.

## Biografia
Nascida em 1604 em Mons, na atual Bélgica, Michaelina Wautier era a única filha em uma família de nove filhos. Os estudiosos presumem que ela veio de uma família de classe alta, pois seu trabalho mostra um conhecimento profundo da mitologia clássica e do simbolismo. Ela parece ter começado sua carreira artística  tarde na vida, por volta dos 39 anos, mas seu talento evidentemente não passou despercebido. Possivelmente como resultado dos contatos de seu irmão Charles no exército, visto que ele havia sido oficial, ela foi contratada para fazer um retrato do general aristocrático Andrea Cantelmo. Essa pintura já desapareceu, mas sua existência é conhecida por uma gravura feita por Paulus Pontius . Charles também era pintor e os dois mudaram-se para Bruxelas em 1645, onde permaneceram solteiros e dividiram um ateliê. Depois de chegar a Bruxelas, eles se estabeleceram em uma mansão próxima à Igreja Capela . Michaelina e Charles pareciam ter sido ativos nos negócios, principalmente no mercado imobiliário. Ambos também eram quase certamente bem treinados em arte, mas não se sabe onde ou com quem. Pouco mais se sabe sobre a vida de Wautier, tanto de suas informações biográficas são baseadas em conjecturas acadêmicas e análises de seus trabalhos disponíveis.

## Trabalho
Michaelina Wautier pintou em pequenos formatos e também em telas mais ambiciosas, tendo como temas principais história, religião e  mitologia . Na época, as pinturas de grande formato ainda eram consideradas uma reserva dos pintores do sexo masculino. Wautier multiplicou representações de cenas de gênero, pinturas históricas, bem como representações mais detalhadas de guirlandas de flores. Seus trabalhos também incluem uma série de retratos . Ela se distinguiu de outros pintores pela diversidade de seus temas e formatos.
Seu primeiro autorretrato, pintado em 1649, foi por muito tempo erroneamente associado à pintora italiana Artemisia Gentileschi. Continua a ser uma das pinturas mais famosas de Wautier. A pintura está incluída no livro  Women Painters of the World, de 1905. Somente em 1672 a pintora Elisabeth-Sophie Chéron produziu o que é considerado o primeiro auto-retrato feminino na França.
A pintura chamada O Triunfo de Baco (1650, Museu Kunsthistorisches em Viena) é freqüentemente citada como uma  de suas obras mais representativas. Ela estava familiarizada com a anatomia masculina e  a pintou sem vergonha, tornando-se uma das primeiras pintoras a expor um nu masculina. A artista retratou a si mesma no meio da multidão. Ela é a única personagem a olhar para o espectador. Além disso, a grande escala da pintura era notável para uma artista feminina da época, pois, como diz McCouat, "mulheres eram consideradas condescendentemente incapazes de obras complexas em tão grande escala".
Ao contrário de muitas outras mulheres pintoras desse período, Wautier recebeu reconhecimento em vida. Em particular, ela vendeu quatro quadros para o arquiduque Leopoldo Guilherme da Áustria para sua galeria de pintura. As pinturas constam do inventário da coleção elaborado em 1659. No entanto, seu trabalho caiu no esquecimento após sua morte. Alguns historiadores da arte associam essa ausência à atribuição de suas pinturas a Thomas Willeboirts Bosschaert, Jacob van Oost ou seu irmão Charles Wautier. Além disso, a estudiosa de arte Katlijne van der Stighelen observa que houve um longo período entre seu último quadro  (que se acredita ter sido em 1659) e sua morte em 1689, com a idade avançada de 85 anos, durante o qual ela não estava produzindo pinturas ou aparecendo em público. Além disso, ao contrário de algumas de suas contemporâneas, incluindo as italianas Gentileschi e Elisabetta Sirani, seu autorretrato nunca foi publicado como uma impressão para perpetuar sua memória. Na verdade, o próprio autorretrato foi posteriormente atribuído a Gentileschi.

## Legado
Após a morte de Wautier em 1689, seu legado foi rapidamente perdido devido a vários motivos: atribuição incorreta, confusão com outras artistas femininas notáveis do período e incapacidade de diferenciar seu trabalho daquele de seu irmão Charles. Dois séculos depois, a partir da década de 1850, o reconhecimento de seu trabalho começou a crescer. No entanto, qualquer menção a ela geralmente se limitava a uma caracterização dela como uma "retratista habilidosa" com poucos trabalhos atribuídos. Sua reputação aumentou a partir da década de 1960 com o súbito aparecimento de sua natureza-morta floral Guirlanda com uma borboleta em uma exposição, que mais tarde desapareceu em 1985, junto com seu reconhecimento oficial como a legítima criadora de O triunfo de Baco em 1967. A escritora, intelectual e feminista Germaine Greer deu a Wautier maior notoriedade em The Obstacle Race: The Fortunes of Women Painters and their Work (1979). Comentando sobre seu trabalho Retrato de um Comandante do Exército Espanhol, Greer disse que Wautier exibiu "rapidez e precisão", indicando extensa prática profissional. Mais re-atribuições e reconhecimentos de suas obras e exposições, que incluíram suas pinturas, deixaram seu legado para um público mais frequentador da arte. O maior interesse em seu trabalho culminou em sua primeira retrospectiva em 2018.

## Quadros

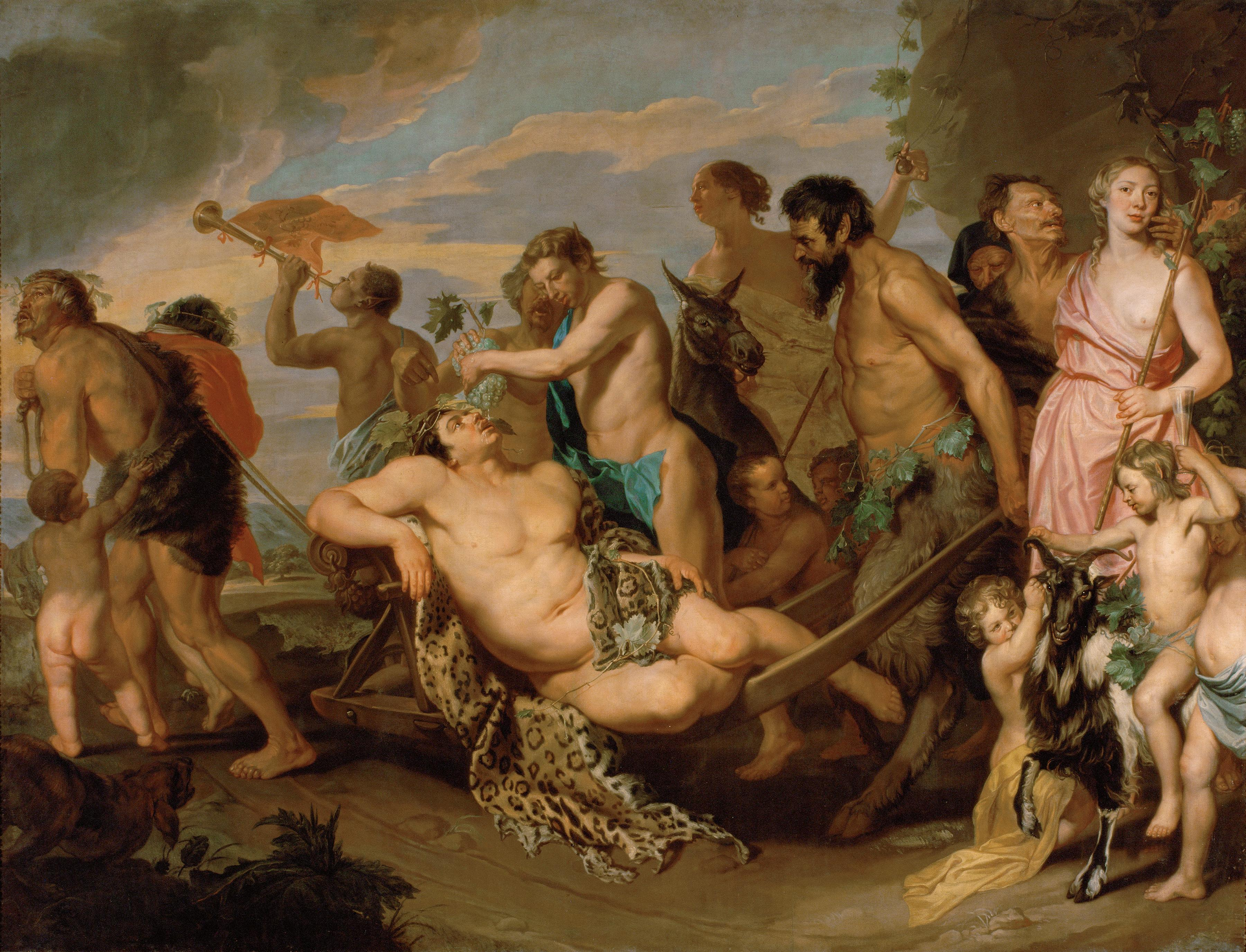
O triunfo de Baco  (1650), Kunsthistorisches Museum, Viena.
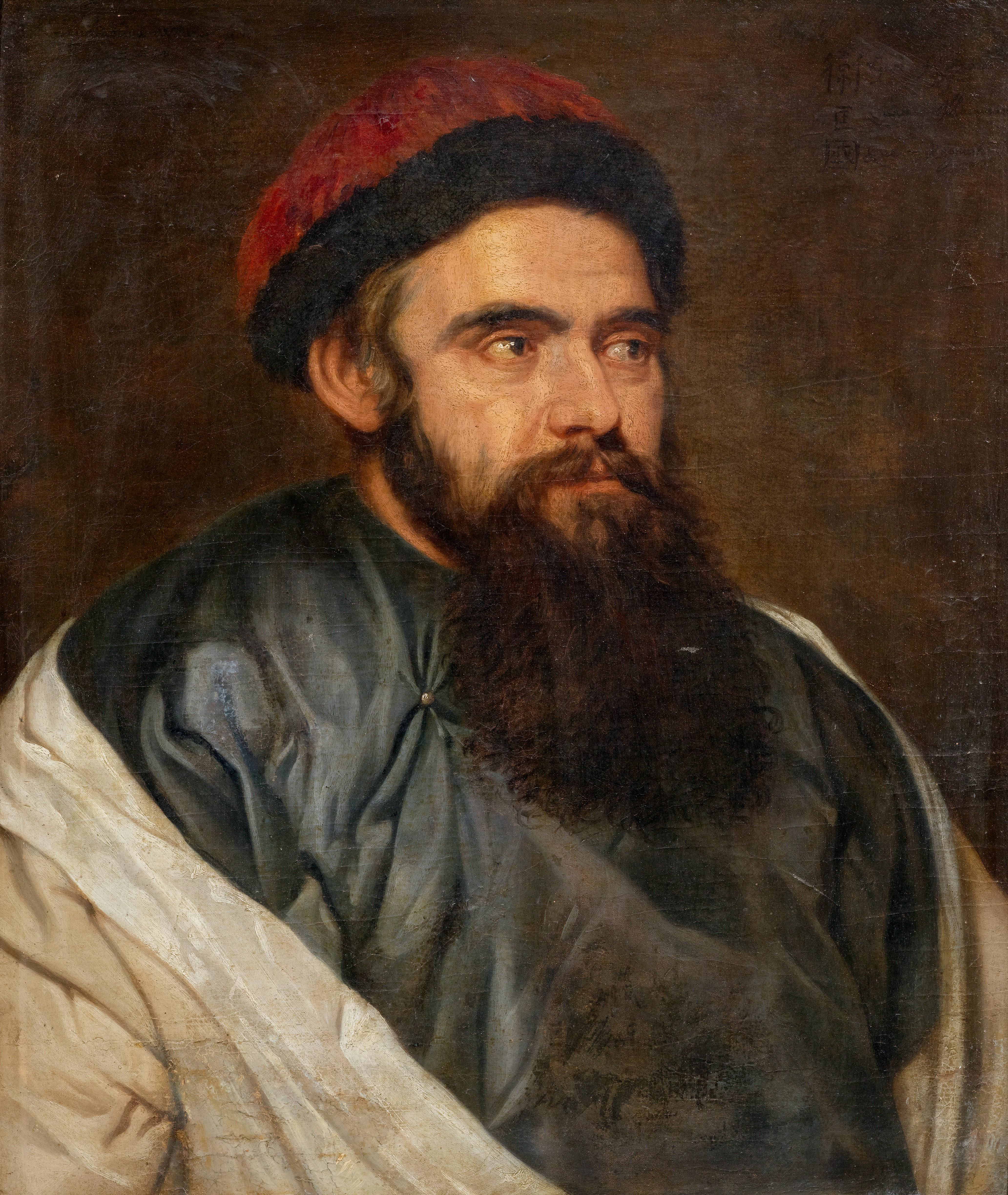
Retrato de Martino Martini (1654), coleção particular
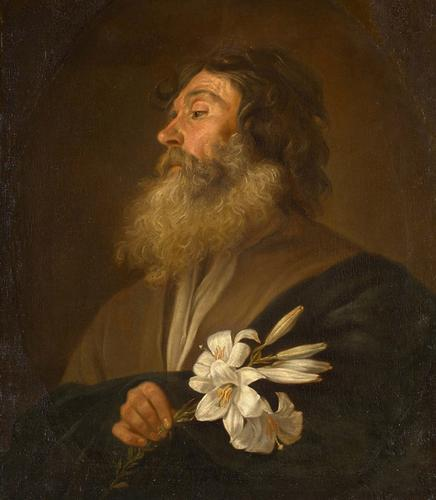
São José segurando lírios brancos (1650), Museu Kunsthistorisches, Viena.
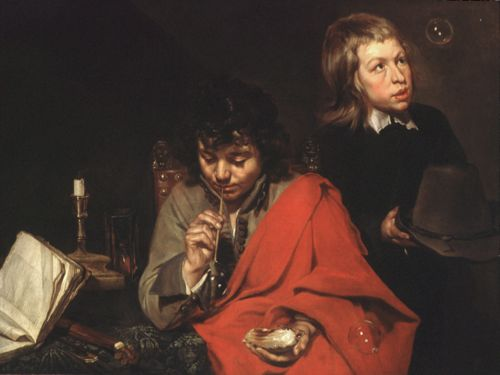
Dois meninos soprando bolhas (entre 1640 e 1650), Seattle Art Museum, Seattle.
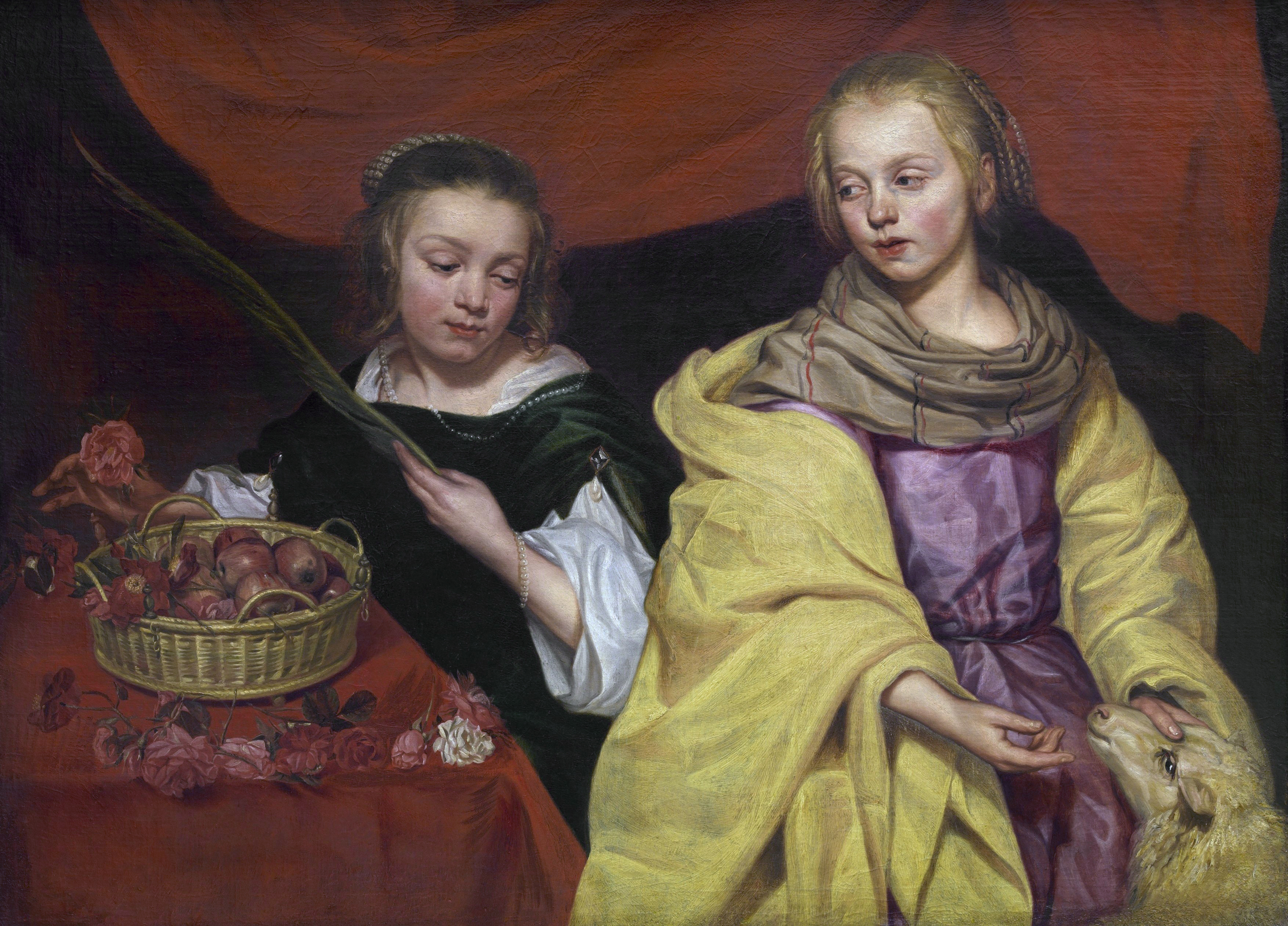
Duas meninas como Santa Inês e Santa Doroteia, Museu Real de Belas Artes de Antuérpia.
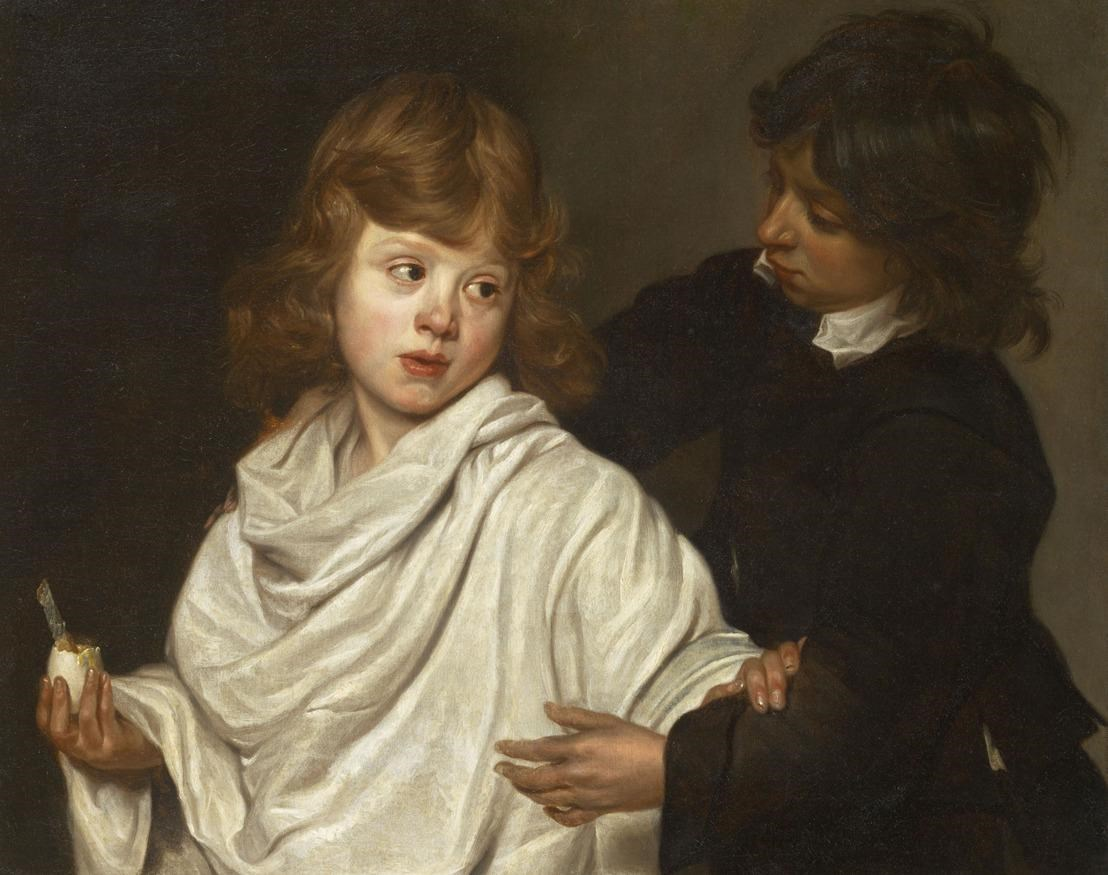
Elk zijn meug, Fundação Phoebus
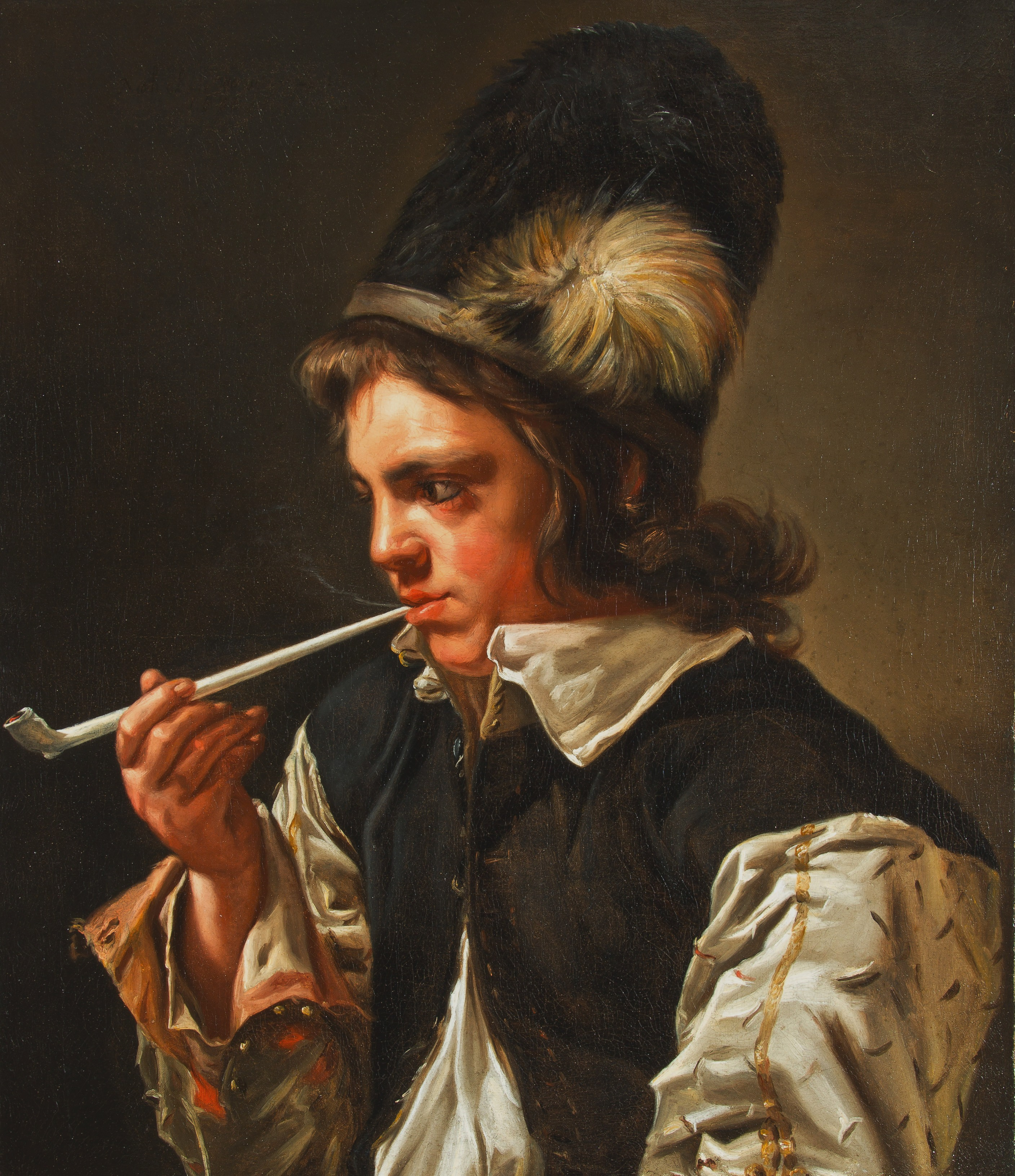
Um jovem fumando cachimbo (por volta de 1659), coleção particular
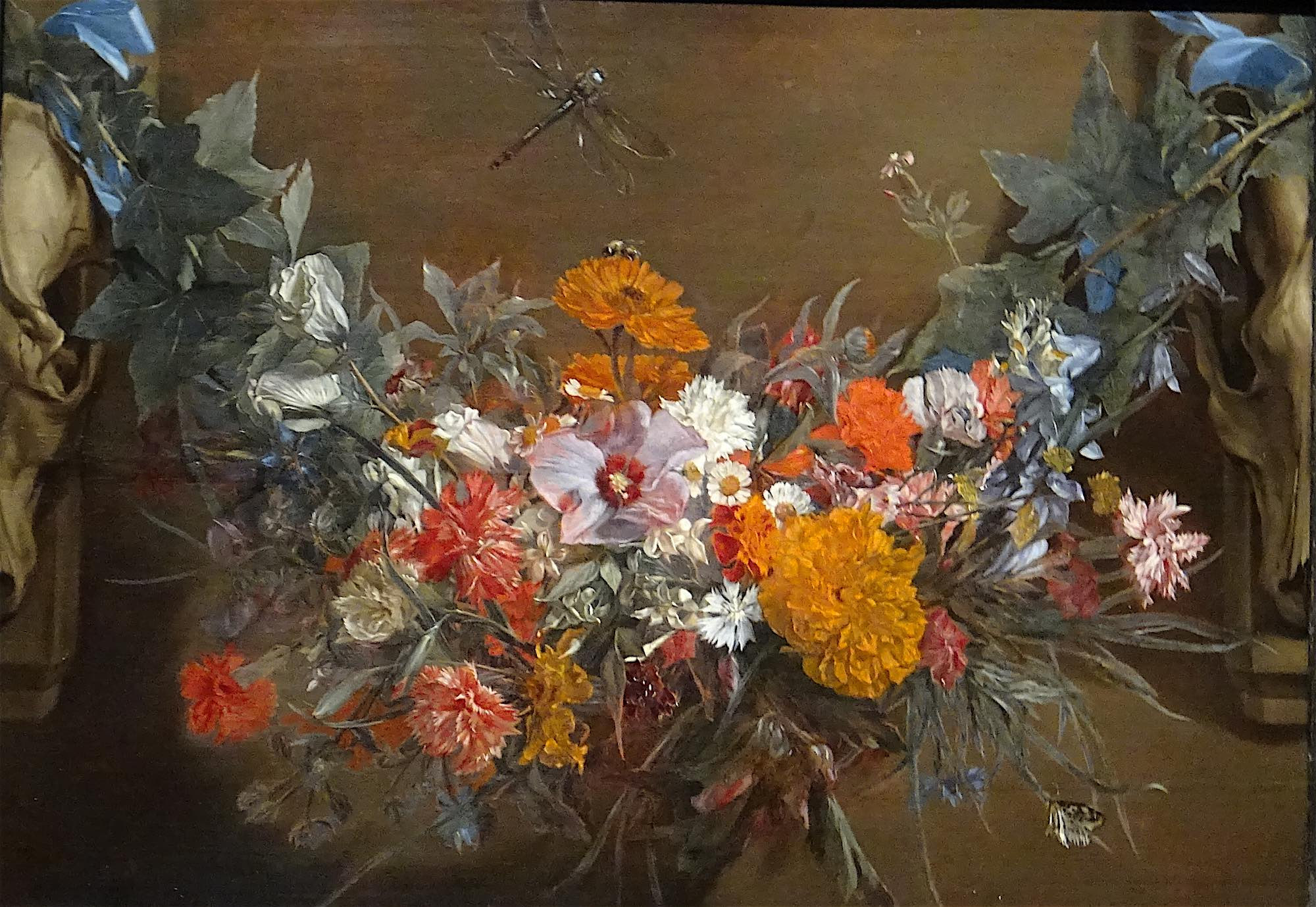
Guirlanda de flores com libélula, coleção particular

## Retrospectiva
De junho a setembro de 2018, a primeira retrospectiva completa sobre Michaelina Wautier foi exibida no Museum aan de Stroom em Antuérpia (MAS) (que organizou a exposição junto com o Rubenshuis ). A curadoria foi da historiadora da arte Katlijne Van der Stighelen .